# ديفيد بلفنز
ديفيد بلفنز هو سياسي أمريكي، ولد في 23 يوليو 1949 في باول في الولايات المتحدة. نشط حزبياً في الحزب الجمهوري. وقد انتخب عضو مجلس نواب وايومنغ ‏.